# Ökogeographische Regel
Die ökogeographischen Regeln sind ein Satz von Regeln über Tiere und Pflanzen, die aus der Beobachtung erwachsen sind, dass nah verwandte Arten sich in bestimmten Merkmalen unterscheiden, wenn sie in verschiedenen geographischen Regionen leben. Dabei hängt die Ausprägung dieser Merkmale in charakteristischer Weise von den klimatischen Verhältnissen ab. 
Diese regelhaften Unterschiede lassen sich auch innerhalb einer Art beim Vergleich von Unterarten beobachten.
Die Regeln spiegeln damit die Variationsbreite innerhalb eines Verwandtschaftskreises wider. Zugleich beschreiben sie konvergente Entwicklung, weil auch ganz verschiedene Arten in vergleichbaren Regionen ähnliche Merkmalsausprägungen aufweisen.

## Tiergeographische Regeln

### Bergmannsche Regel
Die Bergmannsche Regel beschreibt ursprünglich die Beobachtung, dass bei nahe verwandten Arten gleichwarmer Tiere (homoiothermer Tiere) die durchschnittliche Körpergröße zu den Polen hin ansteigt. Diesen Zusammenhang von durchschnittlicher Körpergröße und Klima beschrieb der Göttinger Anatom und Physiologe Carl Bergmann 1847, daher wird dies als Bergmannsche Regel bezeichnet. In der Fachliteratur wird die Bergmannsche Regel heute breiter definiert als ursprünglich. Die Regel wird heute auch auf verschiedene Arten innerhalb eines höheren Taxons wie einer Gattung oder Familie angewendet, es werden auch wechselwarme Tiere untersucht und neben dem Temperaturgradienten der geographischen Breite auch der Temperaturgradient der Höhe über dem Meeresspiegel berücksichtigt.

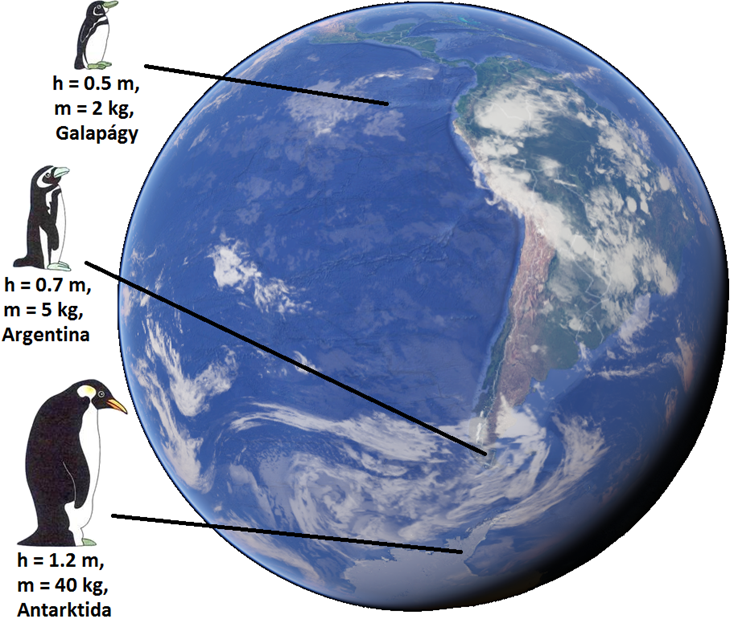
Bergmannsche Regel bei Pinguinen

Ändert sich die Größe eines Körpers, so ändert sich auch das Verhältnis von Oberfläche und Volumen. Bei einer Vergrößerung des Körpers wächst seine Oberfläche langsamer als das Volumen, denn die Oberfläche wächst nur quadratisch, das Volumen dagegen kubisch. Da jeder Körper seine Wärme über seine Oberfläche an die Umgebung abgibt, hat ein größerer Körper durch das geringere Oberfläche-Volumen-Verhältnis einen geringeren relativen Wärmeverlust, d. h. mit zunehmender Körpergröße verringert sich in kalter Umgebung der Wärmeverlust pro Volumeneinheit. Je größer also der Körper eines gleichwarmen Tieres ist, desto besser kann es sich in einem kalten Lebensraum gegen Wärmeverlust schützen, weil seine Hautoberfläche im Verhältnis zum Körpervolumen kleiner wird. 
 Die Bergmannsche Regel wird vor allem bei Tieren mit großer geographischer Verbreitung wie Braunbären, Wildschweinen, Füchsen und Pinguinen beobachtet; ihre Körpergröße nimmt mit der geographischen Breite zu, d. h., je näher der Lebensraum solcher Tiere an den Polargebieten liegt, desto größer sind sie. Obwohl die Bergmannsche Regel häufig zutrifft, gilt dies keineswegs für alle untersuchten Tiergruppen und Temperaturgradienten.
Beispiele:
- Pinguine: Der Galápagos-Pinguin ist der kleinste, der Kaiser-Pinguin in der Antarktis ist der größte Vertreter der rezenten Pinguine. Allerdings muss berücksichtigt werden, dass auch in der Antarktis und auf den subantarktischen Inseln etliche kleine Pinguin-Arten vorkommen.

| Pinguin-Art                             | Körper- länge | Körper- masse | Feder- länge | Vorkommen (südl. Breite) |
| --------------------------------------- | ------------- | ------------- | ------------ | ------------------------ |
| Galápagos-Pinguin Spheniscus mendiculus | 050 cm        | 2,2 kg        | 2,1 cm       | 000−01°                  |
| Humboldt-Pinguin S. humboldti           | 065 cm        | 4,5 kg        | 2,1 cm       | 005−35°                  |
| Magellan-Pinguin S. magellanicus        | 070 cm        | 4,9 kg        | 2,4 cm       | 034−56°                  |
| Königspinguin Aptenodytes patagonica    | 095 cm        | 15 kg         | 2,9 cm       | 050−60°                  |
| Kaiserpinguin A. forsteri               | 120 cm        | 40 kg         | 4,2 cm       | 065−77°                  |

- Innerhalb der verschiedenen Unterarten des Braunbären (Ursus arctos) ist der Syrische Braunbär (U. a. syriacus) aus dem Nahen Osten und Transkaukasien kleiner als der Europäische Braunbär (U. a. arctos) und dieser ist kleiner als der Kodiakbär (U. a. middendorfi) auf der Insel Kodiak vor Alaska. Die durchschnittlich größte Art innerhalb der Bären (Ursidae) ist der Eisbär (Ursus maritimus).

### Allensche Regel

Die Quader bestehen alle aus je 8 Einheitswürfeln (Würfeln mit der Kantenlänge 1) und haben daher das Volumen 8. Dennoch haben sie wegen ihrer unterschiedlichen Form eine andere Oberfläche und damit auch ein anderes A/V-Verhältnis.

Die Allensche Regel (nach Joel Asaph Allen 1838–1921) besagt, dass bei nahen Verwandten homoiothermer (gleichwarmer) Organismen die relative Länge der Körperanhänge (Extremitäten, Schwanz, Ohren) in kalten Klimazonen geringer ist als bei verwandten Arten und Unterarten in wärmeren Gebieten.
Der biologische Grund für diesen Zusammenhang liegt darin, dass alle Extremitäten eine Vergrößerung der Körperoberfläche bewirken, und da homoiotherme Tiere ihre Körpertemperatur unabhängig von der Umgebungstemperatur konstant halten, ist es in kälteren Gebieten vorteilhaft, eine möglichst geringe Körperoberfläche zu besitzen, um möglichst wenig Wärme abzugeben.
In wärmeren Gebieten sind umgekehrt auffällig große Körperanhänge zu beobachten, wodurch die Kühlung des Körpers verbessert wird. Tiere in heißen Gebieten haben, der Allenschen Regel entsprechend, zudem oft besonders lange Beine, möglicherweise weil der größere Abstand vom hitzestrahlenden Boden einen (Selektions-)Vorteil darstellt.
Beispiele:
Die Länge der Ohren nimmt in der Verwandtschaftsreihe Fennek Vulpes (Fennecus) zerda (Wüste), Rotfuchs Vulpes (Vulpes) vulpes (gemäßigte Breiten) und Polarfuchs Vulpes (Alopex) lagopes (Tundra) ab.

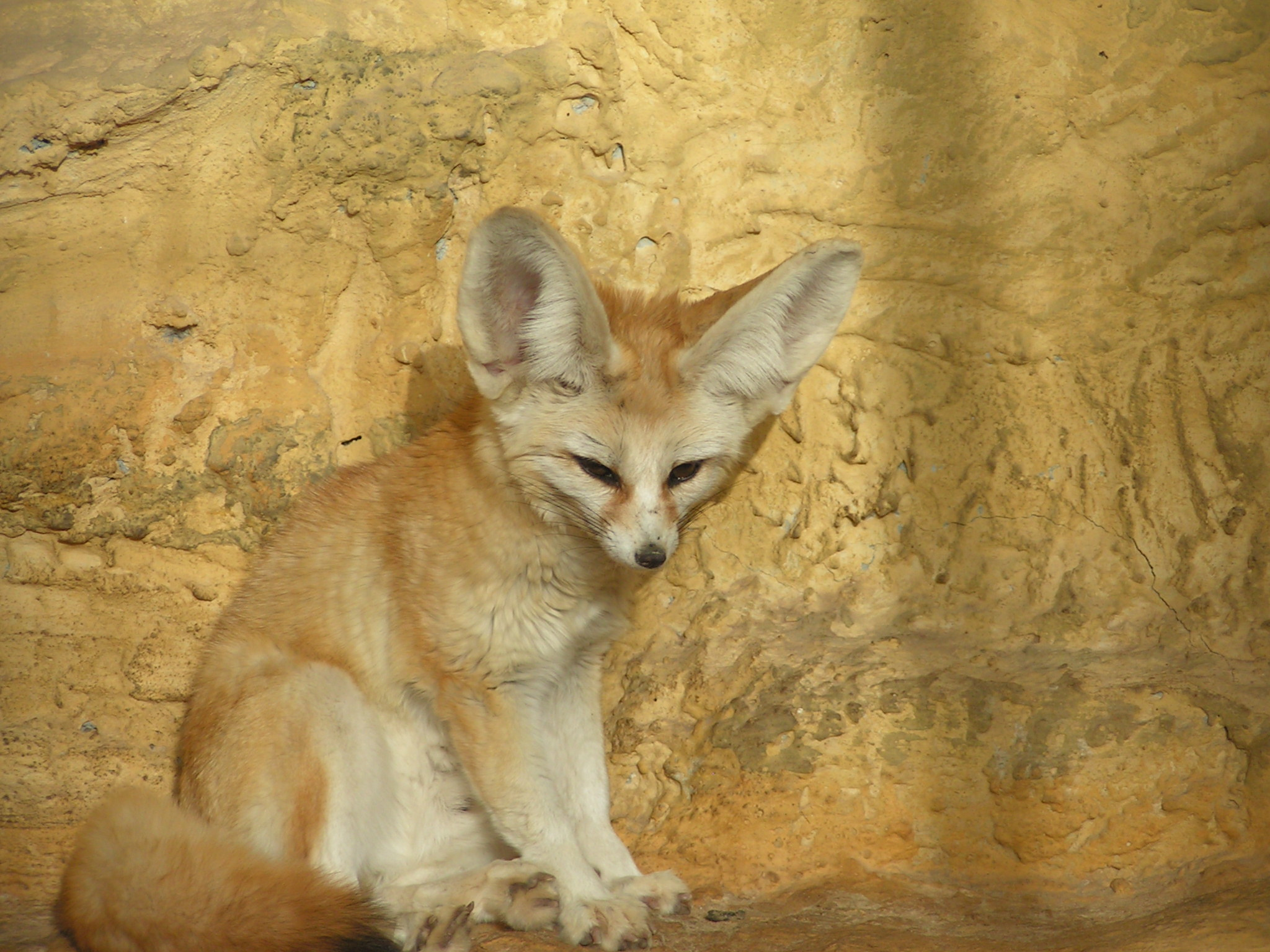
Fennek
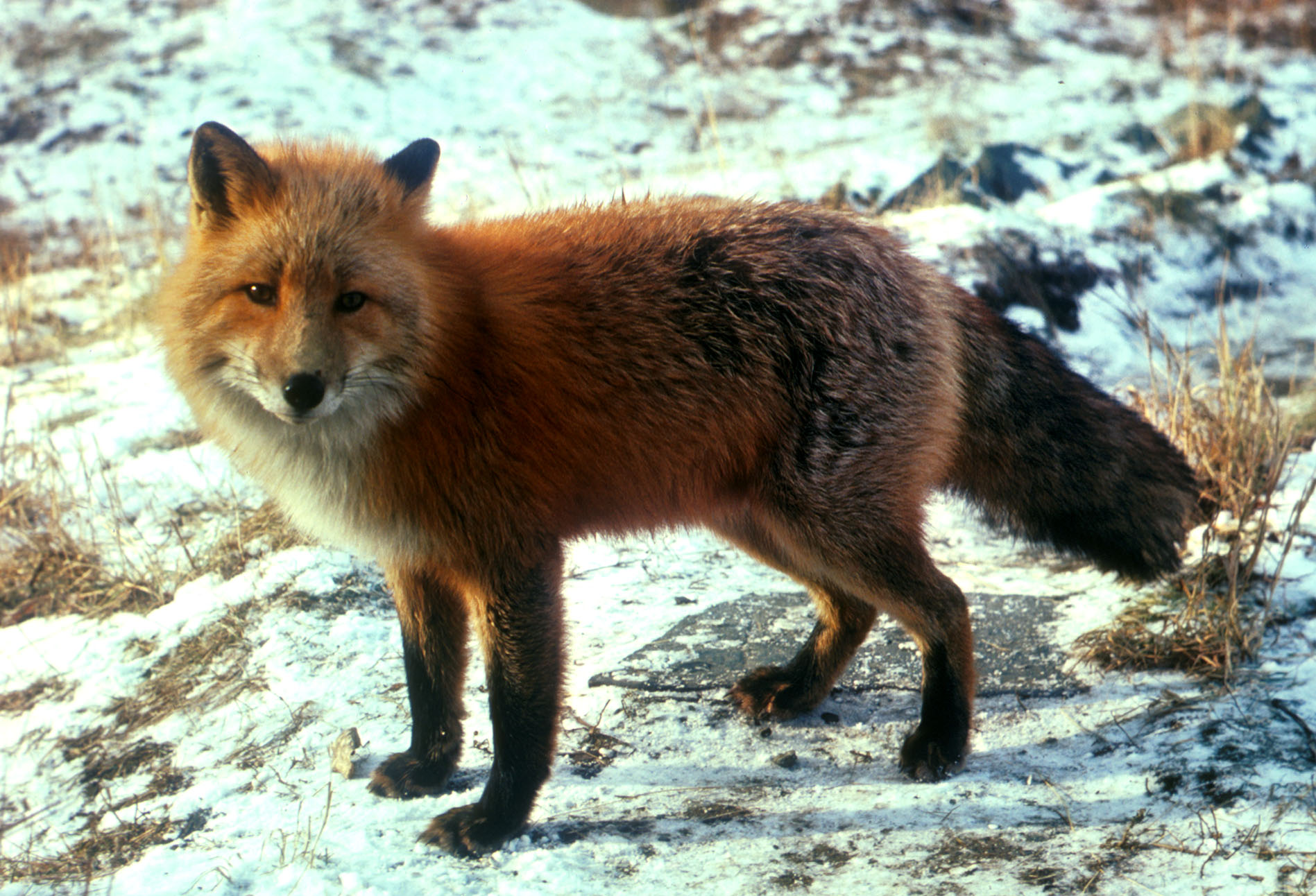
Rotfuchs
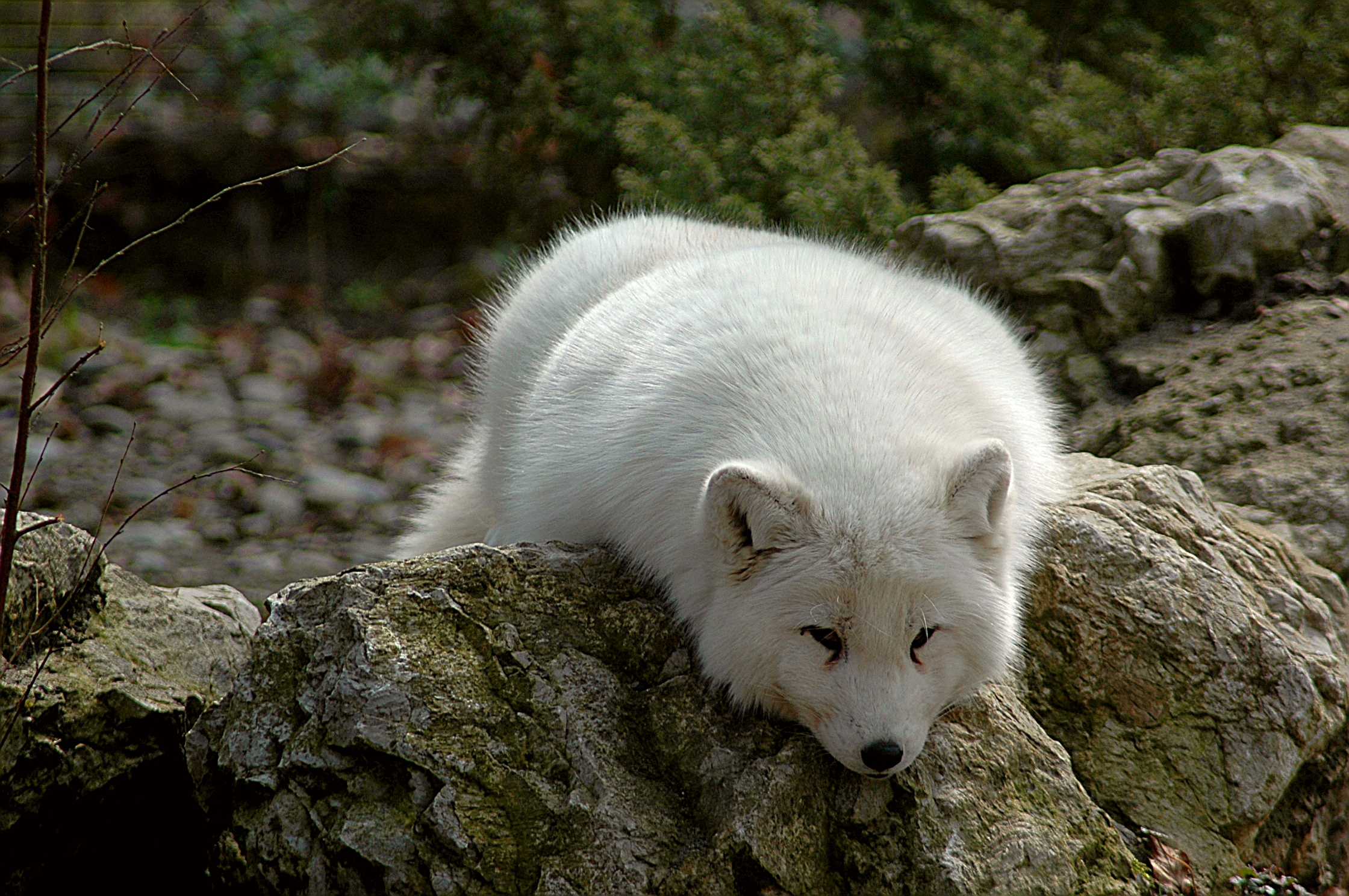
Polarfuchs

Ebenso verhält es sich bei Wüstenluchs Caracal caracal und Luchs der Tundren Lynx lynx sowie bei Feldhase Lepus europaeus (capensis) und Schneehase Lepus timidus.

### Hessesche Regel oder Herzgewichtsregel
Nach der Hesseschen Regel oder Herzgewichtsregel haben endotherme Tiere (Vögel, Säuger) in kälteren Klimaten (höhere geographische Breiten, Gebirge) ein größeres und schwereres Herz als Artgenossen oder nahe verwandte Arten in wärmeren Regionen. Ursache hierfür ist eine gesteigerte Stoffwechselleistung zur Aufrechterhaltung der Körpertemperatur als Anpassung an eine kalte Umwelt.
Die von Richard Hesse (1868–1944) aufgestellte Regel ist eine der ökogeographischen Regeln der Biogeographie. Wie die Allensche Regel ist sie eine Ergänzung der allgemeineren Bergmannschen Regel. Die ökogeographischen Regeln setzen die physiologischen Anpassungen von Tieren in Beziehung zu ihrer Umwelt.
Beispiel Haussperling Passer domesticus (Angaben in Gramm Herzgewicht pro Kilogramm Körpergewicht): Sankt Petersburg 15,7 – Hamburg 14,0 – Tübingen 13,1.

### Glogersche Regel oder Färbungsregel
Die Glogersche Regel oder Färbungsregel wurde von Constantin Wilhelm Lambert Gloger in seinem Werk Das Abändern der Vögel durch Einfluss des Klimas (1833) aufgestellt. Die Regel wurde nach ihm benannt.
Die Regel besagt, dass homoiotherme Arten, die in Gebieten mit höherer Luftfeuchtigkeit leben, eine dunklere Pigmentierung besitzen. Artverwandte in trockeneren Klimaten sind heller gefärbt.
Eine mögliche Erklärung für Glogers Beobachtung wäre eine höhere Widerstandsfähigkeit von stark pigmentierten Haaren und Federn gegen zersetzende Bakterien. In feuchten Gegenden werden Bakterien wie z. B. Bacillus licheniformis im Wachstum begünstigt, dunklere Haare oder Federn sind jedoch bakteriell schlechter abbaubar. Daher sind in heißen und feuchten Gegenden häufiger dunkelbraun-schwarze Eumelanine anzutreffen, in ariden Landstrichen ist dagegen rötliches bis sandfarbenes Phäomelanin häufiger, womöglich wegen der besseren Tarnung.
Bei Säugetieren besteht eine Tendenz, in äquatorialen Gebieten eine dunklere Hautfarbe auszubilden als bei nördlicher oder südlicher lebende Populationen. Ein weiterer Erklärungsansatz ist hier die verminderte Intensität der UV-Strahlung mit zunehmender geographischer Breite. Mit einer helleren Hautfarbe wird das für die Produktion von Vitamin D notwendige UV-Licht besser nutzbar.

### Renschsche Regel
Die Renschsche Regel ist eine allometrische Regel zum geschlechtsspezifischen Größenverhältnis bei Tieren, jedoch ohne Bezug auf geographische Einflüsse.

## Pflanzengeographische Regeln von Werner
1. Blattgrößenregel: In feuchtwarmen Regionen (Tropischer Regenwald, Lorbeerwald) bilden die Pflanzen größere Blätter aus als in kalt-trockenen (Bergwald, Polargebiete). Dies erklärt sich daraus, dass über großflächige Blätter mehr Wasser verdunstet wird als bei kleinflächigen.
2. Blattformenregel: Pflanzen der sommergrünen Wälder in den gemäßigten Breiten weisen eine größere Variabilität auf als Pflanzen der Tropenwälder oder der immergrünen Nadelwälder nördlicher Breiten.
3. Wuchsformenregel: Holzige Pflanzen bilden in trockenen und kalten Gebieten mit kurzer Vegetationsperiode Zwergformen aus.